# Monica Arac de Nyeko
Monica Arac de Nyeko, née en 1979 à Kitgum, est une écrivaine ougandaise, vivant à Nairobi, au Kenya.
En 2007, elle est la première Ougandaise à obtenir le prix Caine avec sa nouvelle Jambula Tree.
Elle est membre de l'association Femrite, qui soutient les autrices ougandaises.

## Biographie
En 2004, elle est sélectionnée pour le prix Caine pour Strange Fruit, un récit portant sur la vie d'enfants soldats dans le Nord de l'Ouganda. À nouveau sélection pour ce prix en 2007, elle devient la première Ougandaise à l'obtenir en étant récompensée pour sa nouvelle Jambula Tree.
En 2014, dans le cadre de la capitale mondiale du livre à Port Harcourt (au Nigeria), elle fait partie de la sélection Africa39, qui retient 39 auteurs africains sub-sahariens de moins de quarante ans les plus prometteurs.

## Œuvres
Nouvelles
- Chained, dans Violet Barungi, éd. (2001), Words from a Granary, Femrite Publications,  (ISBN 9789970700011)
- Bride Price for my Daughter, dans Violet Barungi et Ayeta Anne Wangusa, éd. (2003), Tears of Hope. a Collection of Short Stories by Ugandan Rural Women, Femrite Publications,  (ISBN 978-9970700028)
- October Sunrise, dans Jane Kurtz, éd. (2003), Memories of Sun: Stories of Africa and America, Amistad,  (ISBN 978-0060510503)
- Strange Fruit et Grasshopper Redness, dans Seventh Street Alchemy, Jacana Media (Pty) Ltd. 2005,  (ISBN 978-1770091450)
- Back Home, dans Helon Habila, Kadija George, éd. (2008), Dreams, Miracles and Jazz, Picador Africa,  (ISBN 9781770100251)
- Jambula Tree, dans Karen Martin et Makhosazana Xaba, éd. (2013), Queer Africa: New and Collected Fiction, MaThhoko's books,  (ISBN 9781920590338), Jambula Tree and other stories: The Caine Prize for African Writing 8th Annual Collection, New Internationalist, 2008,  (ISBN 978-1904456735) et Ama Ata Aidoo, éd. (2007), African Love Stories: An Anthology, Lynne Rienner Publishers,  (ISBN 978-0954702366)

## Adaptation de son œuvre
Sa nouvelle Jambula Tree a inspiré le scénario du film Rafiki (2018) de la réalisatrice kenyane Wanuri Kahiu.